# 沙巴茨之劍足球會
沙巴茨之劍足球會(Fudbalski klub Mačva Šabac 塞尔维亚语西里尔字母：)是一支位於塞爾維亞沙巴茨的職業足球會，目前於塞爾維亞足球超級聯賽角逐。

## 榮譽
本土冠軍
- 塞爾維亞足球甲級聯賽
  - 冠軍 (1): 2016–17
- 塞爾維亞西部聯賽
  - 冠軍 (2): 2013–14, 2015–16

## 外部連結
- Official site （页面存档备份，存于）
- Saneri Šabac
- Club profile and squad （页面存档备份，存于） at Srbijafudbal.